# Ädelman större 5

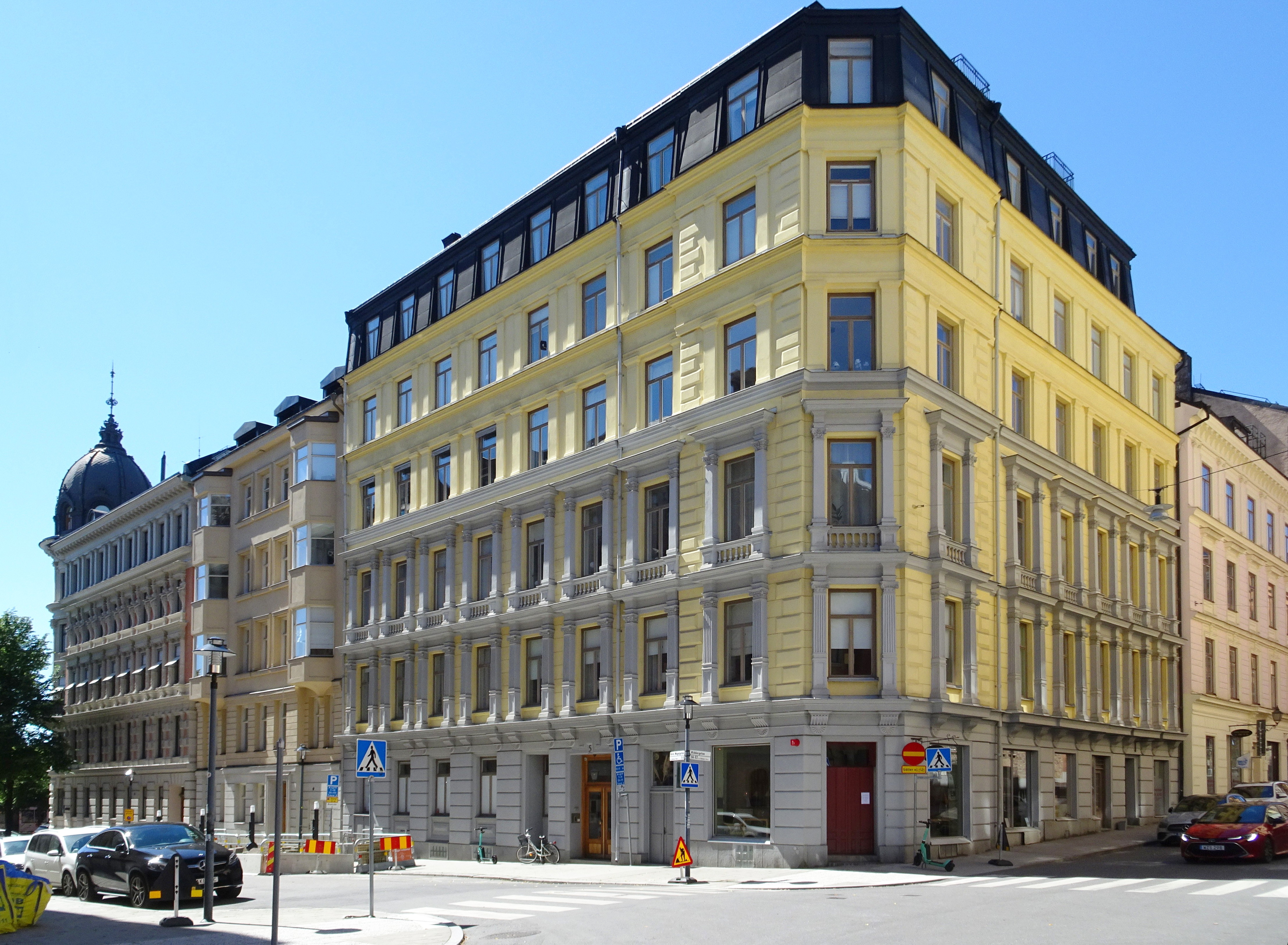
Ädelman större 5, huvudfasaden mot Grev Magnigatan, 2022.

Ädelman större 5 är ett kulturhistoriskt värdefullt flerbostadshus i kvarteret Ädelman större i hörnet Grev Magnigatan 5 / Riddargatan 56 (före detta 1) på Östermalm i Stockholm. Huset uppfördes 1883 efter ritningar av arkitekt Oskar Erikson. Fastigheten är grönmärkt som innebär att bebyggelsen bedöms av Stadsmuseet i Stockholm vara "särskilt värdefull från historisk, kulturhistorisk, miljömässig eller konstnärlig synpunkt".

## Bakgrund

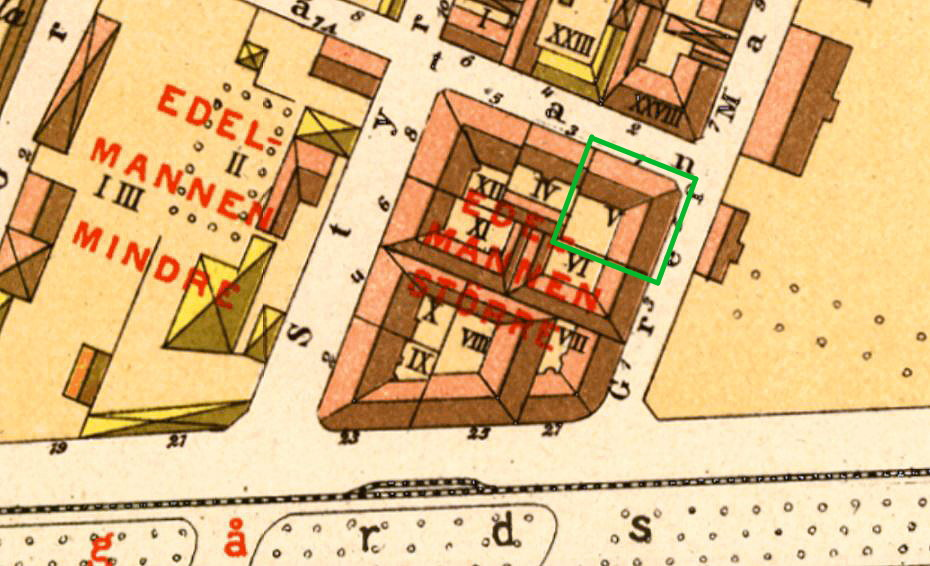
Ädelman större 5 (inom grön ram), 1885.

Hela kvarteret Ädelman större (med undantag för Ädelman större 4, Riddargatan 54) förvärvades 1881 av Oskar Erikson som var både byggherre och arkitekt för den nya bebyggelsen. Byggmästare och delägare var byggfirman Johansson & Hammarlund som drevs av Gustaf Alfred Johansson och Nils Magnus Hammarlund. Samtliga hus byggdes om eller nybyggdes efter ritningar av Erikson. Kvarterets nya bostadshus stod färdiga 1883 och blev därmed det första av Strandvägskvarteren som fullbordades.
På 1880-talet tog Riddargatan sin början vid Grev Magnigatan och Ädelman större 5 var första huset med adress Riddargatan nr 1. På 1890-talet förlängdes Riddargatan österut till Narvavägen och nuvarande numrering infördes.

## Exteriör

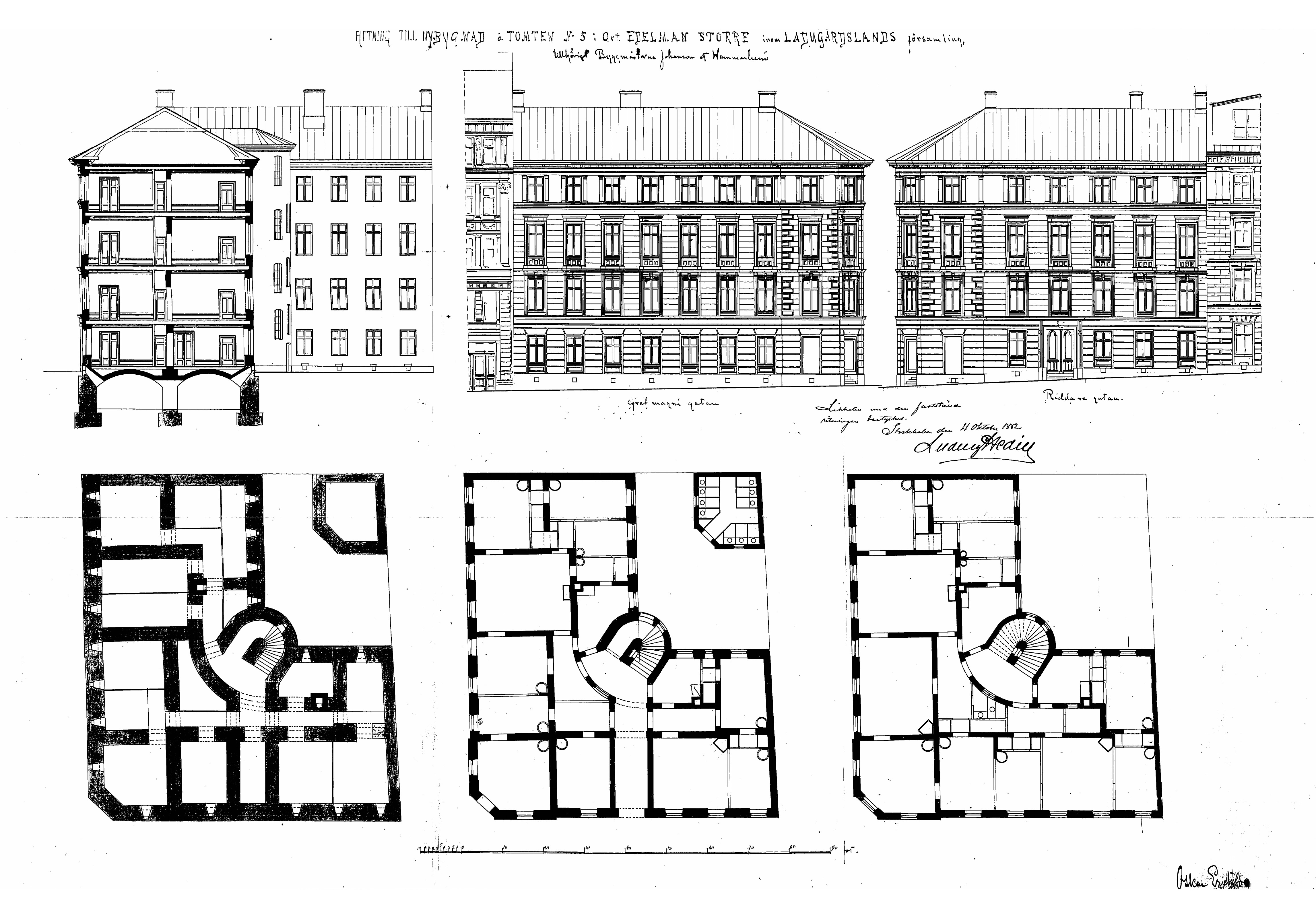
Eriksons ursprungsritning från 1882.

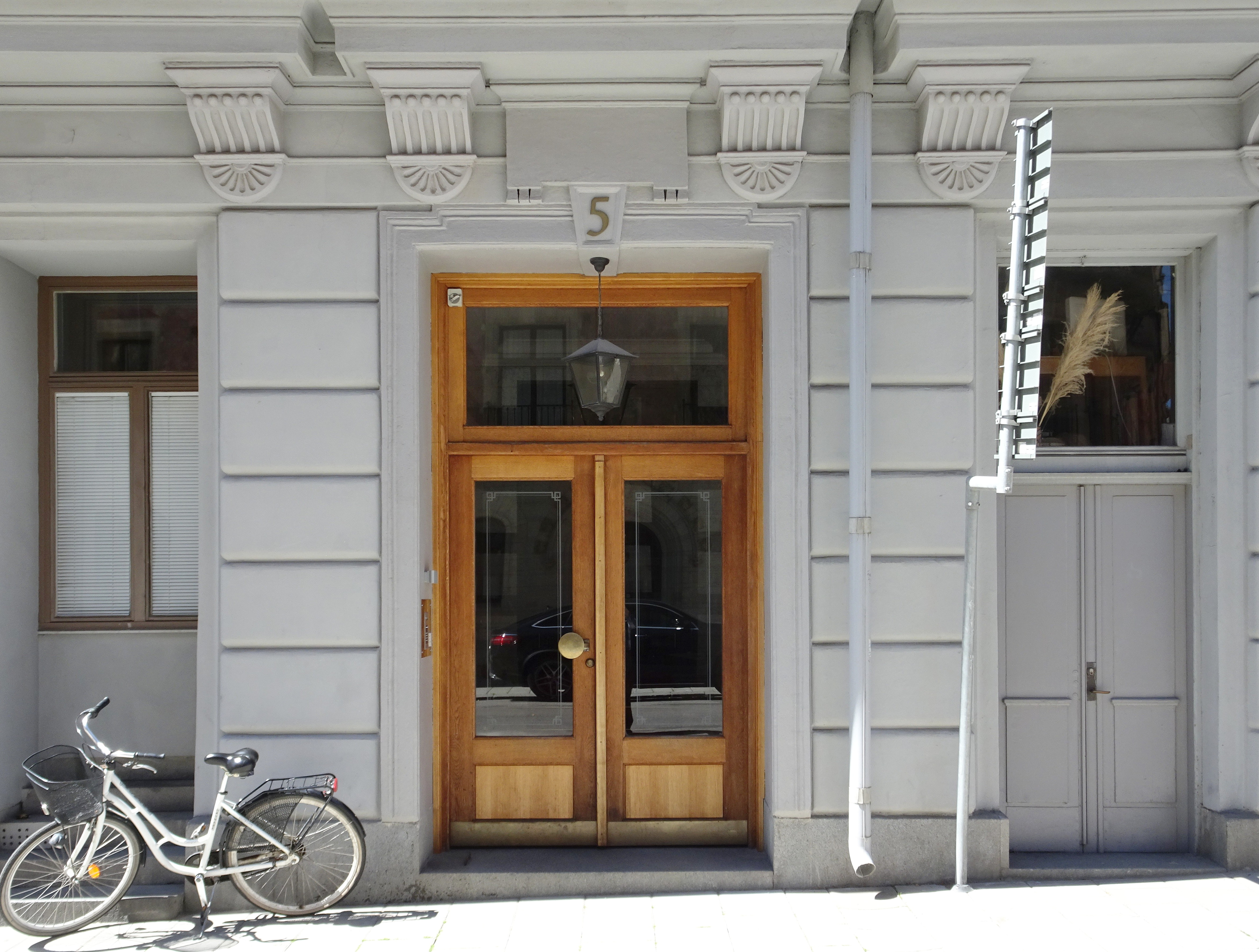
Huvudentrén, Grev Magnigatan 5.

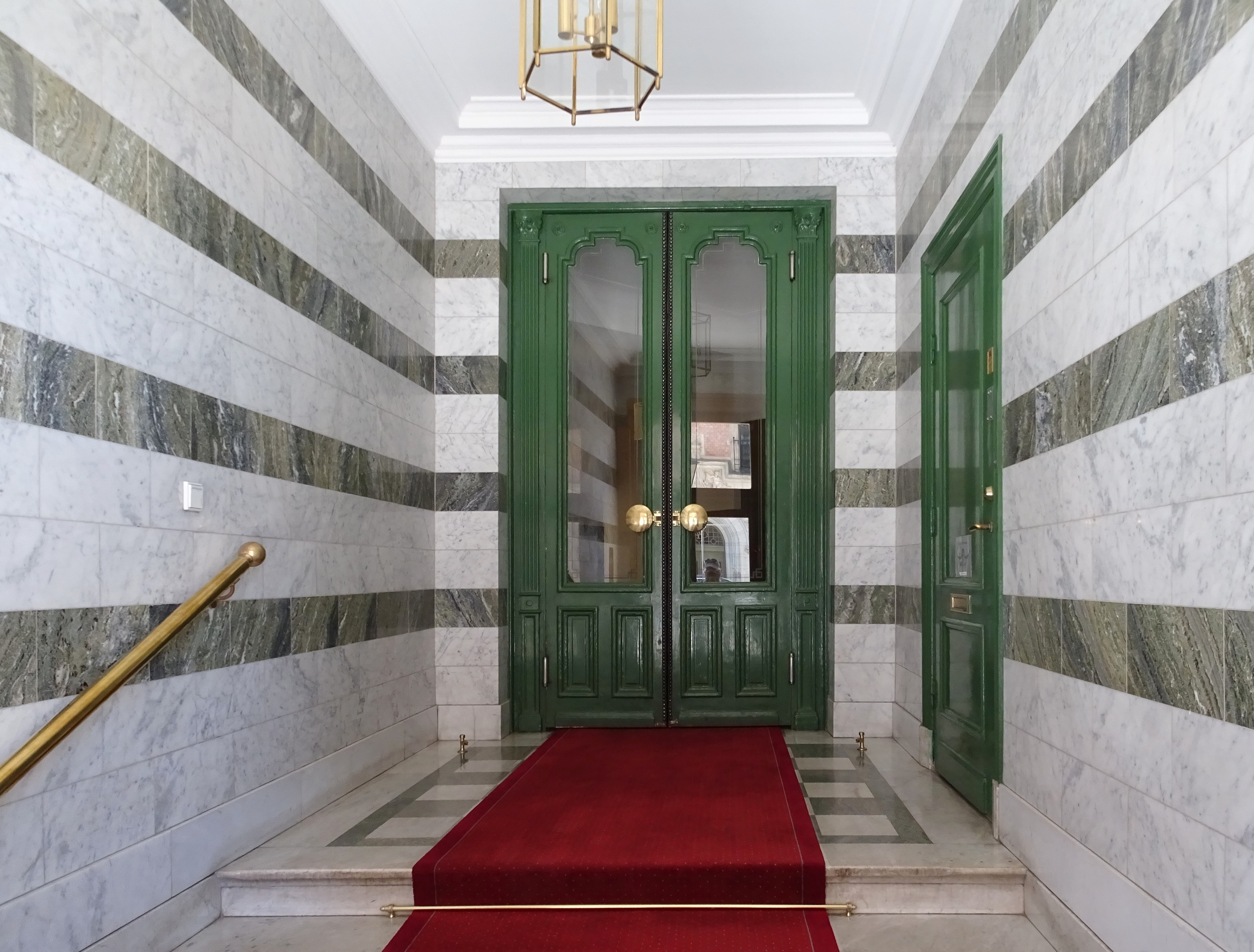
Entréhallen, Grev Magnigatan 5.

Mot Strandvägen valde Oscar Erikson att, i samma kvarter, bygga samman de tre fastigheterna Ädelman större 7, 8, 9 till en arkitektonisk palatsliknande enhet i fem våningar medan husen mot Riddargatan utfördes något enklare och till en början bra fyra våningar höga. 
Fasaderna visar rik utformad putsarkitektur med inspiration av samtida byggen från Berlins och Wiens Gründerzeit. De båda av Erikson ritade hörnhusen Ädelman större 5 och 12 har exteriört stora likheter. De fasader, som kvarstår oförändrade från byggnadstiden är kraftfullt artikulerade med rusticerade bottenvåningar och hörnkedjor och har omfattande skulptural dekor. Generellt gällde att endast gathusens gatufasader utsmyckades på detta sätt medan gårdsfasaderna och gårdshusen utformades på ett mycket enklare sätt.

## Interiör
Den ursprungliga lägenhetsfördelningen var två stora bostäder per plan, en om sju rum och kök och en om fyra rum och kök. I motsats till många andra samtida bostadshus fanns inga kökstrappor utan personalen fick begagna huvudtrappan som hade en egen ingång till köksregionen. Till varje lägenhet fanns ett avträde, dock inget badrum. Ytterligare avträden inrättades i en separat byggnad på bakgården. Ursprungligen skedde uppvärmningen med kakelugnar och öppna spisar. 1892 installerades tre ångpannor i källaren, fabrikat De Laval & Wenström, som matade husets centralvärme.
Åren 1907 och 1908 utfördes en större ombyggnad efter ritningar av arkitektkontoret Dorph & Höög. Huset byggdes på med en våning, man installerade hiss, lägenheterna moderniserades med vattentoaletter och den större lägenheten fick ett badrum med badkar. Samtidigt flyttades huvudentrén från Riddargatan till Grev Magnigatan. 1927 utrustades även den mindre lägenheten badrum. 
I samband med en byggnadsinventering, utförd 1973 av Stockholms stadsmuseum, bevarade besökta lägenheter ursprunglig inredning såsom profilerade taklister, fyllningsdörrar med skulpterade överstycken, sockelpaneler och fältindelade väggar. Enstaka ursprungliga köksinteriörer fanns då ännu kvar. Några år senare utfördes ytterligare en ombyggnad avseende bland annat moderna kök och badrum samt nuvarande lägenhetsfördelning med tre bostäder per plan, arkitekt Peder Sager Arkitektkontor.

## Ägare och boenden
Johansson & Hammarlund behöll fastigheten till omkring år 1900 då den såldes till Lifförsäkrings AB Thule. Bland hyresgäster fanns på 1890-talet riksarkivarien Wilhelm Bergman (död 1897). Nästa ägare var en grosshandlare Peterson som 1907–1908 lät ombygga huset och anlitade Dorph & Höög för detta uppdrag.
Idag innehas fastigheten av bostadsrättsföreningen Ädelmannen som bildades 1987 och äger husets 19 lägenheter med storlekar mellan 87 och 126 m². I november 2020 såldes en lägenhet om fem rum och kök (motsvarande 126 m²) för drygt 17 miljoner kronor.